# Oscar Beard
Pour les articles homonymes, voir Beard.
Pas d'image ? Cliquez ici

a Compétitions nationales et continentales officielles uniquement.

b Matchs officiels uniquement.
Dernière mise à jour le 21 juillet 2025.
Oscar Beard, né le 20 novembre 2001 à Frimley (Angleterre), est un joueur international anglais de rugby à XV jouant aux postes de centre ou d'ailier aux Harlequins en Premiership depuis 2021.

## Biographie

### Jeunesse et formation
Oscar Beard naît le 20 novembre 2001 à Frimley, en Angleterre, dans le même hôpital que Jonny Wilkinson. Comme Wilkinson, il commence à jouer au rugby à l'Alton Rugby Club en jouant au touch rugby, puis rejoint le Farnham RUFC chez les moins de 9 ans. Ensuite, il est recruté dans le centre de formation des Harlequins à l'âge de 12 ans,. Il fréquente le Lord Wandsworth College (en) jusqu'à l'âge de 14 ans, puis la Cranleigh School (en) où il est notamment le capitaine de l'équipe de rugby à XV pendant la 2018-2019, qui voit son équipe rester invaincue et remporter la National Schools Cup (en).

### Carrière en club
En avril 2021, en fin de saison 2020-2021, Oscar Beard fait ses débuts professionnels lors de la 21e journée de Premiership contre les Sale Sharks. Il est titularisé à l'aile et son équipe est battue 45 à 12,. Il s'agit de son unique match de la saison.
La saison suivante, en 2021-2022, il gagne du temps de jeu et marque les deux premiers essais lors de la neuvième journée de championnat contre les London Irish, une courte défaite 22 à 19. Il joue également pour la première fois en Coupe d'Europe, contre le Castres olympique. Puis, au mois de janvier, il signe un contrat long terme avec les Harlequins.
En début de saison 2022-2023, il est prêté aux London Scottish, qui évolue alors en deuxième division anglaise. Ayant fait ses débuts au poste d'ailier, il est repositionné au centre durant cette saison.

### Carrière internationale
Oscar Beard joue avec l'équipe d'Angleterre dans toutes les catégories d'âge jusqu'aux moins de 20 ans,. Il participe notamment à la tournée en Afrique du Sud en 2019 avec les moins de 19 ans. Sélectionné avec les moins de 20 ans, il n'a jamais joué avec cette sélection.
En janvier 2024, il est sélectionné pour la première fois en équipe d'Angleterre sénior, par Steve Borthwick, dans un groupe de trente-six joueurs pour le Tournoi des Six Nations,. Cependant, il est contraint de quitter le groupe avant le début du Tournoi à cause d'une commotion cérébrale subie au cours d'une rencontre avec son club. Un mois plus tard, remis de sa blessure, il est retenu en équipe d'Angleterre A pour participer à un match amical face au Portugal. Il est titularisé au centre, marque un essai et les Anglais l'emportent très largement sur le score de 91 à 5,. En novembre 2024, il est sélectionné en équipe d'Angleterre A pour affronter l'Australie A (en).
Au mois de juillet 2025, il connaît sa première cape internationale avec le XV de la Rose lors d'une victoire 40 à 5 contre les États-Unis,.

## Palmarès
Néant